# Музей-мастерская П. И. Бондаренко
Музей-мастерская П. И. Бондаренко — частное учреждение культуры художественно-исторического профиля в городе Таруса, посвящённое памяти советского скульптора Павла Ивановича Бондаренко. Расположен на улице Кирова, д. 1.

## История
Музей открыт 14 июля 2022 года, в рамках празднования дня города. Создательница музея — Дарья Елистратова, историк искусства, падчерица скульптора.
Впервые П. И. Бондаренко посетил Тарусу, заехав к отдыхавшей в Доме творчества художников близ города жене. Виды города и его окрестностей приятно удивили художника. Дом в Тарусе на улице Кирова супруги Бондаренко приобрели в 1961 году.
П. И. Бондаренко полюбил приезжать на отдых в Тарусу, проводить время в саду, который он любовно вырастил своими руками на придомовой территории. В Тарусе он отметился также и своими работами — в 1962 году на главной городской площади был открыт памятник В. И. Ленину его работы.
Павел Иванович был знаком и дружен со многими писателями и художниками, жившими в Тарусе, среди них Ариадна Сергеевна Эфрон, она останавливалась в доме Бондаренко в одной из комнат, здесь она занималась литературными переводами. Под впечатлением от этого общения художник создал цикл работ, посвященных М. И. Цветаевой. Он же выполнил памятник на могиле Ариадны Сергеевны Эфрон на Тарусском кладбище. На том же кладбище похоронен и сам Павел Иванович Бондаренко, скончавшийся в возрасте 75 лет в ноябре 1992 года.

## Экспозиция
Материалы музея посвящены творчеству П. И. Бондаренко, его дружбе с семьёй А. С. Эфрон. Основой экспозиции стали несколько находящихся в Тарусе произведений скульптора и фотоархив, отразивший все периоды творческой биографии П. И. Бондаренко. В музее экспонируются работы жены скульптора, художника-графика Т. Л. Бондаренко (Алелековой).